# Veríssimo
Veríssimo este un oraș în Minas Gerais (MG), Brazilia.